# Not Gonna Get Us
Not Gonna Get Us foi o segundo single tirado do álbum 200 km/h in the Wrong Lane, da dupla russa t.A.T.u.. Foi lançado em meados de 2003. 
A música é uma versão em inglês da russa "Nas Ne Dogonyat" (em cirílico: "Нас Не Догонят"), lançada no ano de 2001 pelo duo, apenas no Leste Europeu.

## Videoclipe
O video para esta música é uma nova versão editada do vídeo russo, alterados para remover o lábio sincronização, normalmente adicionando um tiro vidros quebrados durante a tiros deles cantando. O vídeo começa com Yulia e Lena, o que implica que eles tenham feito algo errado. Eles roubam um grande caminhão e um carro off road, estabelece nevado Siberian paisagem juntamente com o caminhão ligeiramente queima sobre os motores do lado esquerdo, enquanto falam e leiem um mapa. Correm muito, no meio da estrada, que é tocado por seu ex-produtor Ivan Shapovalov. No final do vídeo que mostra as meninas de pé no topo do caminhão em movimento, abraçando-se mutuamente em triunfo. Ivan Shapovalov dirigiu o vídeo. Essa seqüência tem uma semelhança com o termo sequências do filme, Runaway Train, com John Voight, que em cima de passeios, um comboio fora-de-controle, através de uma tempestade de neve.

## CD Single
Estados Unidos
1. Not Gonna Get Us (Dave Aude's Extension 119 Club Vocal Mix)
2. Not Gonna Get Us (Dave Aude's Extension 119 Vocal Edit Mix)
3. Not Gonna Get Us (Larry Tee Electroclash Mix)
4. Not Gonna Get Us (Richard Morel's Pink Noise Dub Mix)
5. Not Gonna Get Us (Richard Morel's Pink Noise Vocal Mix)
6. Not Gonna Get Us (Richard Morel's Pink Noise Vocal Edit Mix)
7. Not Gonna Get Us (Dave Aude's Velvet Dub Mix)
8. Not Gonna Get Us (Dave Aude's Extension 119 Club Dub Mix)

Austrália
1. Not Gonna Get Us (Radio Version)
2. Not Gonna Get Us (Dave Aude's Extension 119 Vocal Edit)
3. All The Things She Said (DJ Monk Breaks Mix)
4. All The Things She Said (Blackpulke Remix)
5. Not Gonna Get Us (Video)

Europa
1. Not Gonna Get Us (Versão para rádio)
2. Not Gonna Get Us (Dave Aude's Extension 119 Club Vocal Edit)

Reino Unido
1. Not Gonna Get Us (Radio Version)
2. Ne Ver Ne Boisia (Eurovision 2003)
3. All The Things She Said (Running and Spinning Mix)
4. Not Gonna Get Us (CD-ROM Video)

Ucrânia
1. Not Gonna Get Us (Radio Version)
2. Ne Ver', Ne Boisya, Ne Prosi
3. All The Things She Said (Running & Spinning Mix)
4. Not Gonna Get Us (Video)

Japão
1. Not Gonna Get Us (Radio Version)
2. Not Gonna Get Us (Dave Aude's Extension 119 Vocal Edit)
3. All The Things She Said (Karaoke Version)
4. Not Gonna Get Us (Video)

Europa Enhanced CD
1. Not Gonna Get Us (Radio Version)
2. Not Gonna Get Us (Dave Aude's Extension 119 Vocal Edit)
3. All The Things She Said (DJ Monk Breaks Mix)
4. All The Things She Said (Blackpulke Remix)
5. Not Gonna Get Us (Video)

Ucrânia 2
1. Not Gonna Get Us (Dave Aude Extension 119 Club Vocal)
2. Not Gonna Get Us (Richard Morel Pink Noise Vocal Mix)
3. Not Gonna Get Us (Radio Version)
4. All The Things She Said (Guena LG & RLS Extended Mix)

## Certificação & Vendas
| País        | Certificação | Vendas |
| ----------- | ------------ | ------ |
| Austrália   | ouro         | 35,000 |
| Reino Unido |              | 15,500 |

## Desempenho nas Paradas
| País          | Melhor posição |
| ------------- | -------------- |
| Austrália     | 11             |
| Áustria       | 5              |
| Finlândia     | 3              |
| França        | 18             |
| Itália        | 4              |
| Irlanda       | 10             |
| Nova Zelândia | 25             |

| País                        | Melhor posição |
| --------------------------- | -------------- |
| Noruega                     | 12             |
| Suécia                      | 9              |
| Suíça                       | 18             |
| Espanha - Top 40            | 24             |
| Taiwan - Top 10             | 2              |
| Alemanha - Top 40           | 21             |
| Reino Unido - Singles Chart | 7              |

| País                                               | Ano  | Posição |
| -------------------------------------------------- | ---- | ------- |
| Áustria                                            | 2003 | 50      |
| Bélgica (Flanders)                                 | 2003 | 86      |
| Bélgica (Wallonie)                                 | 2002 | 45      |
| Estados Unidos Billboard Hot Dance Music/Club Play | 2003 | 18      |
| Reino Unido                                        | 2003 | 166     |